# Jean Barraband
Ne doit pas être confondu avec son fils, Jean II Barraband.
Pour les articles homonymes, voir Barraband.
Jean Ier Barraband (« Ier » pour le distinguer de son fils ; né vers 1650 à Nègrepelisse en Languedoc et mort en 1709 à Berlin) est un réfugié huguenot, propriétaire d’une manufacture de tapisserie à Berlin. 

## Biographie

### Origines familiales et jeunesse
Jean Ier Barraband est né à Nègrepelisse en Languedoc, en 1650 environ. Il grandit probablement à Aubusson. C’est là où son père Ysaak Barraband possède une fabrication de tapisserie, en commun avec son cousin Jean Mercier. Après un apprentissage de tapissier, à la maison, Jean  fait un autre apprentissage, chez le peintre et marchand d’art François Garnier, à Paris.
Après la révocation de l’Édit de Nantes par Louis XIV, avec l’Édit de Fontainebleau (1685), Jean fuit clandestinement, avec beaucoup d’autres tapissiers d’Aubusson. Ils répondent à une invitation du prince-électeur de Brandebourg adressée à tous les huguenots et Jean arrive en 1686 à Berlin.
Il se marie avec une sœur du tapissier Pierre Ier Mercier. De ce couple sont issus son fils et successeur Jean II Barraband et une fille, mariée avec l’avocat du parlement de Grenoble, Guillaume Serres. Leur fille Guillaumine Henriette (*1711, †1795) en 1730 se marie avec le  joaillier Moyse Garrigue (* 1708, † 1750), un fils du réfugié Jacques Garrigue. Dans l’annuaire de la Colonie française de Berlin-Friedrichstadt, daté de 31 décembre 1700, on trouve Jean Ier Barraband aussi bien que son beau-frère Pierre Ier Mercier. Jean Barraband meurt à Berlin en 1709. 

### Activités

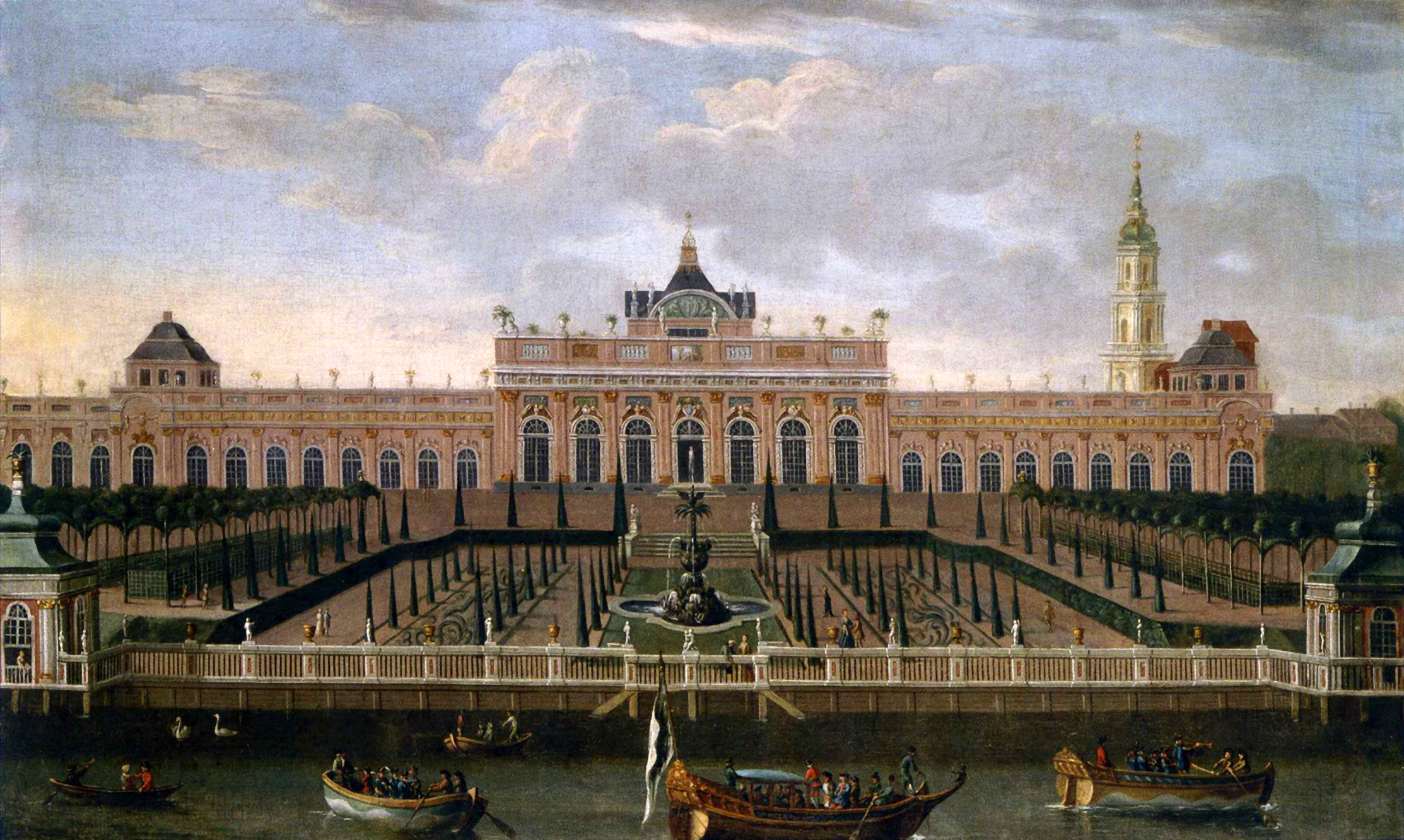
Le château de Monbijou en 1739.

Tout de suite à l’arrivée à Brandebourg, le réfugié religieux et tapissier Pierre Mercier d’Aubusson, le beau-frère de Jean Ier Barraband, demande à l'autorité de Brandebourg l’autorisation de créer une manufacture de tapisserie. Le 7 novembre 1686, il reçoit cette autorisation et fonde, en commun avec son beau-frère Jean Ier Barraband, la manufacture « Mercier et Barraband ».
Aubusson, ville d’origine de Barraband et Mercier, est à l'époque célèbre dans toute l’Europe pour ses manufactures de tapisserie. L’origine des tapisseries locales remonte au quinzième siècle. Par moments, Aubusson est même fournisseur de la cour royale. À part les deux propriétaires, la manufacture Mercier et Barraband, située dans le château de Monbijou à Berlin, dispose d’un grand nombre de spécialistes, eux aussi réfugiés français. Leurs tapisseries, fabriquées à la main, avec des fils d’or, d’argent, de soie et de laine, servent de décoration dans le château du prince-électeur de Brandebourg, et plus tard, du roi en Prusse.
À part son engagement dans la manufacture en commun avec Pierre Mercier, Jean Barraband a une seconde manufacture de tapisserie pour son propre compte. Parmi les chefs-d’œuvre les plus connus de la manufacture se trouvent une série de six tapis, un cadeau de la colonie française à l’électeur Frédéric III, leur protecteur. Les tapis racontent les faits d’armes de son père, le prince-électeur de Brandebourg. Ils datent de 1693. Au cours du temps la manufacture « Mercier et Barraband » mérite la fonction d’une manufacture royale de Frédéric Ier, amoureux de l’art.
Après la mort de Jean Ier Barraband en 1709, son fils Jean II Barraband devient son successeur et partenaire de Pierre Mercier. Jean II Barraband achève la manufacture.